# Abdul Rashid Khan
Pour les articles homonymes, voir Khan (homonymie).
Abdul Rashid Khan, dit Rasan Piya, né le 19 août 1908 dans l'Uttar Pradesh et mort le 18 février 2016, est un chanteur de musique hindoustanie indien.

## Biographie
Abdul Rashid Khan pratique notamment le khyal, le dhrupad et le thumri.
Il meurt le 18 février 2016 à l'âge de 107 ans.

## Distinctions
- ITC award (1994)
- Sangeet Natak Akademi Award (2009)
- Kashi Swar Ganga Award (2003)
- Ras Sagar Award (2004)
- Bhuwalka Award (2010)
- Padma Bhushan (2013)[2]
- Lifetime achievement award (2013)